# Дом Верениновых
Дом Верениновых — памятник градостроительства и архитектуры в историческом центре Нижнего Новгорода. Построен в 1840—1841 годах. Автор проекта — первый городской архитектор Нижнего Новгорода Г. И. Кизеветтер.
Историческое здание по адресу Ильинская улица, 79 сегодня — объект культурного наследия Российской Федерации.

## История
22 августа 1839 года на пересечении Большой Ямской и Малой Покровской улиц сгорело более 30 дворов, в том числе деревянный дом купца А. Веренинова. Проект его нового двухэтажного дома разработал Г. И. Кизеветтер. План-фасады утверждены Николаем I 23 марта 1840 года. При этом император предписал Нижегородскому Строительному комитету выдать погорельцу ссуду в 10 тысяч рублей.
Весной начались строительные работы, к исходу 1840 года сообщалось о завершении строительства. Летом 1841 года была окончена отделка. Первый этаж получил квадровую рустовку, второй — окна с лучковыми фронтончиками сложного рисунка и лепниной в простенках. Слева от дома по образцовому проекту фасадов выстроены каменные ворота с калитками по сторонам.
Дела купца шли в гору, поэтому он завершил строительство на собственные средства, вернув в 1842 году с процентами ранее взятые 3500 рублей. Дом стал указываться купцом в качестве залога при заключении подрядов. В первом этаже здания разместились лавки, во втором — гостиничные номера, считавшиеся лучшими на Большой Ямской улице.
Дом оставался в собственности купцов Верениновых до XX века.

## Архитектура
Стилистически дом Верениновых относится к периоду становления эклектики в архитектуре Нижнего Новгорода. Характерным признаком этого периода являлось завершение зданий профилированным карнизом разной сложности, при отсутствии венчающей части в виде аттиков. Простенки между окнами украшены декоративной лепниной растительного характера, в виде пышных ветвей с листьями.